# Åhlinska skolan

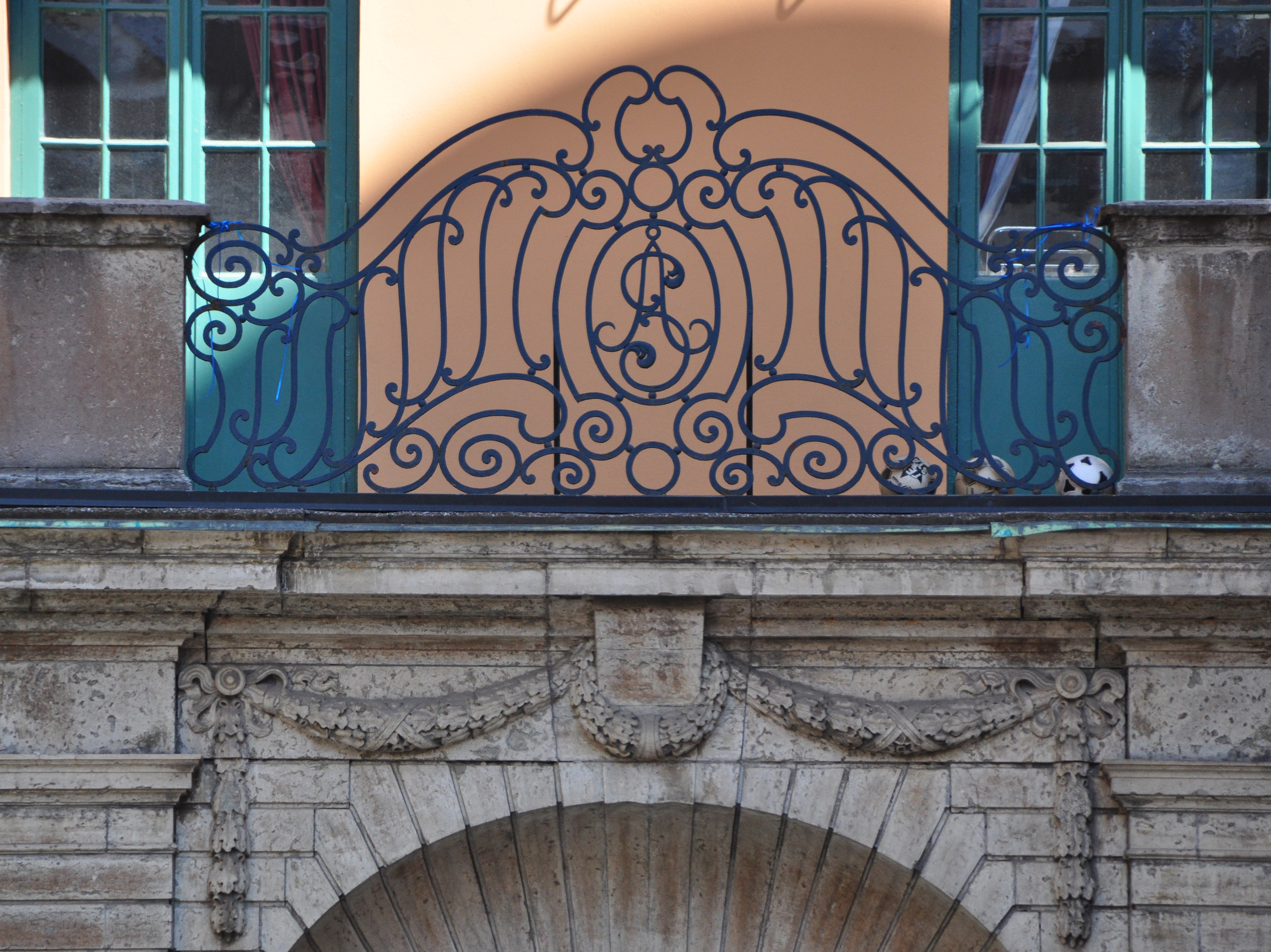
Skolans monogram i ett smidesräcke

Åhlinska skolan var en privat flickskola i Stockholm mellan 1847 och 1939.
Karin Åhlin, då endast 17 år, öppnade den första skolan i hemmet på Trädgårdsgatan 13, år 1847. I början hade den 14 elever. Karin Åhlin, som var dotter till en major och moderlös, var äldst av sina sex systrar. Allt eftersom systrarna växte upp, tog hon deras tjänster i anspråk. När Karin Åhlin var 27 år gammal var elevantalet uppe i 45 elever. Privatskolan kom att bli den tredje i Sverige som meddelade högre utbildning åt flickor, efter Fruntimmersföreningens flickskola i Göteborg (1826) och Wallinska skolan i Stockholm (1831). Det var länge ett av de största flickläroverken i Sverige; på 1930-talet var elevantalet över 700 elever. 
Skolans adresser kom att skifta under åren allt eftersom skolan växte. Den utökades från elementarskola för flickor till att omfatta bland annat till småskola för både pojkar och flickor. År 1883 tillkom en fortsättningsskola som var förberedande till lärarinneseminarium. 
Efter att 1891 fått en gymnasielinje fick skolan 1894 dimissionsrätt, vilket innebar att eleverna kunde avlägga studentexamen på den egna skolan. Det tillhörde de första flickskolorna i Sverige med denna rätt, efter Wallinska skolan, Ateneum för flickor och Lyceum för flickor. Under 1896 tillkom en lärarinnekurs för utbildning av privatlärarinnor och lärarinnor för lägre klasser. År 1909 fick skolan rätten att utdela avgångsbetyg med normalskolekompetens, vilket gav tillträde till vissa statliga tjänster och vissa högre utbildningar.
Det speciella med Åhlinska skolans exempel var hur ett läroverk växte fram direkt ur familjeundervisningen, och det utan stöd och medel, stiftat av en person som nästan var ett barn och kan man tillägga kvinna. Vanligtvis grundades privata skolor genom donationer, föreningar eller sammanslutningar av erfarna personer.
Gymnasiet på Åhlinska skolan slogs ihop med Wallinska skolan då Stockholms elementarskolor 1939 kommunaliserades, och bildade Wallin-Åhlinska gymnasiet. Samtidigt uppgick i elementarskolan i Vasastadens kommunala flickskola
Bland dess mer berömda elever fanns Birgit Spångberg.

## Skolans adresser
- Trädgårdsgatan 13 (Scheelegatan), 1847–1855
- Garvargatan 6, 1855–1857
- Garvargatan 8, 1858–1861
- Garvargatan 5, 1862–1866
- Fredsgatan 19/Rosenbad 4, 1867–1887
- Malmskillnadsgatan 52 (Stockholms Arbetareförenings byggnad), 1887–1908
- Dalagatan 16–18, 1908–1939

## Föreståndarinnor (rektorer)
- Karin Åhlin, 1847–1899
- Hedda Åhlin (brorsdotter), 1899–1920
- Hilda Huldt, 1920–1931
- Ellen Östrand, 1931–1939

## Rektorer för gymnasieskolan
- Ellen Fries, 1891–1900
- Lydia Wahlström, 1900–1934
- Alice Quensel, 1934–1939